# پای شیر ایرانی
پای شیر ایرانی (نام علمی: Alchemilla persica) یک گونه از سرده پای شیر از خانواده یا تیرهٔ گلسرخیان است.